# تساراتانانا (ایفانادیانا)
تساراتانانا (به لاتین: Tsaratanana) یک منطقهٔ مسکونی در ماداگاسکار است که در ایفانادیانا واقع شده‌است. تساراتانانا ۲۳٬۲۵۲ نفر جمعیت دارد و ۴۶۳ متر بالاتر از سطح دریا واقع شده‌است.